# Свиридовка (Полтавская область)
Свиридовка (укр. Свиридівка) — село, Свиридовский сельский совет, Лохвицкий район, Полтавская область, Украина. Население по переписи 2001 года составляло 668 человек.
Является административным центром Свиридовского сельского совета, в который, кроме того, входят сёла
Дерековщина,
Парницкое,
Степуки и
Ячники.

## Географическое положение
Село Свиридовка находится на правом берегу реки Сула,
выше по течению на расстоянии в 3 км расположено село Голенка (Роменский район),
ниже по течению на расстоянии в 1 км расположено село Степуки,
на противоположном берегу — село Ручки.
Река в этом месте извилистая, образует лиманы, старицы и заболоченные озёра.

## История
- 1722 — дата основания.

## Экономика
- Молочно-товарная и птице-товарная фермы.
- «Батькивщина плюс 1», ООО.

## Объекты социальной сферы
- Школа.